# Рабкор (альбом)
«Рабкор» — двенадцатый студийный альбом белорусской рок-группы «Ляпис Трубецкой», релиз которого состоялся 1 мая 2012 года на сервисе Яндекс.Музыка, и 6 мая на ThankYou.ru.

## Отзывы критиков
Александр Горбачёв из журнала «Афиша» отметил прямоту текстов и «лютую» ритм-секцию альбома: «„Рабкор“ — это уже никакие не весёлые картинки и даже не манифест; это уже натуральное военное знамя, запись не рассудительная и не предосудительная, но сугубо побудительная: что ни номер — то боевик для опасных адреналиновых танцев, что ни припев — то лозунг для хора в тысячу глоток».
Игорь Северянин заявил, что выход Рабкора сделал Ляписов для Белоруссии тем же, чем являются Ska-P в Испании — «профессиональными революционерами», — и посчитал, что альбом более жёсток, чем Культпросвет, потому что, в отличие от последнего, «вполне себе конкретен».

## Список композиций
Слова и музыка всех песен —  — Сергей Михалок, за исключением отмеченных.
| №                   | Название                                 | Текст песни         | Длительность |
| ------------------- | ---------------------------------------- | ------------------- | ------------ |
| 1.                  | «Интро»                                  |                     | 1:13         |
| 2.                  | «Не быць скотам!» (рус. Не быть скотом!) | Янка Купала         | 2:36         |
| 3.                  | «Рабкор»                                 |                     | 3:15         |
| 4.                  | «Цмок ды арол» (рус. Дракон и орёл)      |                     | 3:19         |
| 5.                  | «Путинарода»                             |                     | 3:31         |
| 6.                  | «Броненосец (Ты ни при чём?)»            |                     | 3:33         |
| 7.                  | «Лилипут»                                |                     | 3:59         |
| 8.                  | «Маеш яйцы?!» (рус. Имеешь яйца?!)       |                     | 2:48         |
| 9.                  | «Убей раба!»                             |                     | 2:48         |
| 10.                 | «Панас»                                  |                     | 2:31         |
| 11.                 | «Железный»                               |                     | 3:16         |
| 12.                 | «Lyapis Crew» (рус. Команда "Ляписов")   |                     | 3:04         |
| Общая длительность: | Общая длительность:                      | Общая длительность: | 35:58        |

## Участники
- Сергей Михалок — вокал
- Павел Булатников — вокал, перкуссия
- Руслан Владыко — гитара
- Денис Стурченко — бас-гитара
- Влад Сенкевич — труба, бэк-вокал
- Иван Галушко — тромбон, бэк-вокал
- Денис Шуров — ударные

## Дополнительные факты
Клип «Lyapis Crew» снят режиссёром Александром Стеколенко в конце 2012 года в Киеве на территории завода «Ленинская кузня».